# 太和镇 (南丰县)
太和镇，是中华人民共和国江西省抚州市南丰县下辖的一个乡镇级行政单位。

## 行政区划
太和镇下辖以下地区：
太和社区、太和村、店前村、下洋村、丹阳村、康都村、樟坊村、下桐村、司前村、杭山村和前坊村。